# 古里耶夫斯克 (克麥羅沃州)
54°17′00″N 85°56′00″E / 54.2833°N 85.9333°E
古里耶夫斯克（俄语：Гу́рьевск）是俄羅斯克麥羅沃州西部的一個城市，位於克麥羅沃以南195公里。2002年人口27,381人。
1815年開埠。1938年建市。